# 紗倉まな
紗倉 まな（さくら まな、1993年〈平成5年〉3月23日 - ）は、日本のAV女優、女優、タレント、歌手、小説家、YouTuberである。マインズ所属。
「AV女優」という肩書がメディアによっては「セクシー女優」と呼称されてしまうこともあり、近年は“えろ屋”を自称する。

## 来歴
千葉県出身。木更津工業高等専門学校の環境都市工学科に在籍していたが、卒業したか否かは公表していない。
高専在学中となる2011年11月、『工場萌え美少女 紗倉まな 18歳』でイメージビデオデビュー、グラビアでも活動し、2012年2月『紗倉まな AVDebut』でAVデビュー。同年4月16日にまとめられたDMM.comランキングでは作品別と女優別ランキングで1位となった。同年6月18日には、石井哲、大山顕のタッグによるトークイベント「製鉄所萌えナイト」に瀬戸ちひろとともにゲストに招かれた。
2013年3月1日発売の『ヤングアニマル嵐』で表紙に抜擢される。
SOD大賞2012では、最優秀女優賞、優秀女優賞、最優秀セル作品賞、最優秀ノンパッケージ作品賞、優秀ノンパッケージ作品賞3位、最優秀レンタル作品賞、一万本達成賞3作品 の合計6冠を達成した。
2013年、FM大阪の『TENGA Presents Midnight World Cafe 〜TENGA茶屋〜』に、3月9日と6月11日の収録にゲスト出演。その際宮川大輔のお気に入りAV女優としての話が暴露された。また、同年6月28日公開の映画『ゴッドタン キス我慢選手権 THE MOVIE』では、川島省吾の妹役まなとして出演した。同年、スカパー!アダルト放送大賞2013の新人女優賞・FLASH賞をW受賞した。
TOYOTAの車情報サイト「GAZOO」にてコラムを連載するという、異例の起用にインターネットでも話題となった。2015年時点で4本のコラムを持つコラムニストとして活動している。
2014年4月、同じ事務所所属でCS番組などでの共演が多い小島みなみとアイドルユニット・乙女フラペチーノ（のちに「おとといフライデー」に改名）としてCDをリリース。
2014年、セガのゲーム『龍が如く』のキャラクター化をかけたセクシー女優人気投票にエントリーし、2位に選出された。
2015年1月15日に発売された、自身初のエッセイ『高専生だった私が出会った世界でたった一つの天職』が大ヒットを記録し、タレント本部門（総合）でAmazon.co.jpのベストセラー1位を獲得、楽天でも映画全般（日本）部門で1位を獲得するという快挙を達成した。発売当初、どこの書店でも売り切れが続出し、在庫切れにまでとなるという人気ぶりであった。
2015年3月3日、スカパー!アダルト放送大賞2015で女優賞（最高賞）、2度目のFLASH賞を受賞。2013年の新人女優賞と併せて史上初の三冠を達成した。
2016年2月12日、AV業界に生きる女性たちの姿を描いた自身初の小説『最低。』を発表。
2016年5月4日、DMM.R18アダルトアワード2016でメディア賞を受賞した。
2017年3月18日に、二冊目となる長編小説『凹凸(おうとつ)』を発表。
2017年9月に、処女作『最低。』の映画化(KADOKAWA)が決まったことが発表される。
2017年10月26日に開催された東京国際映画祭で、映画『最低。』が、最高峰部門であるコンペティション部門にノミネートされ、芥川賞作家の綿矢りさ原作『勝手にふるえてろ』とともに、日本代表作品の一作となった。
2017年12月22日、筑波大学でメディアコンテンツに関する講義を行った。
2018年3月9日に行われたSODAWARD2018で、VR売上部門第1位、宝島VR女優作品賞、TSUTAYA女優作品賞、専属女優賞、最優秀専属女優賞、高橋がなり賞の六冠を獲得する。テリー伊藤が紗倉まなのスピーチ力を賞賛するシーンもあった。
2017年10月からAbemaTV『AbemaPrime』にコメンテーターとしてレギュラー出演していたが、2018年10月5日配信分より金曜アンカーに就任。
2020年5月、徳間書店調査の「現役AV女優セクシー総選挙」で総合1位を獲得。同調査では大阪40代・50代を除く地域・年代でも各1位を得ている。
2020年8月15日、「TOKYO SAKE FESTIVAL2020」に出席し、小島みなみ、上原亜衣とともに日本酒文化大使に就任。
2020年10月、小説3冊目の『春、死なん』が、第42回野間文芸新人賞の候補作に選ばれる。
2020年12月に発表された「FLASH 2020年現役最強セクシー女優BEST100」読者投票・第11位。
2021年2月、ゲオTV「バレンタインチョコを貰いたいAV女優！アンケート」第4位を獲得。2021年4月に発表されたアサヒ芸能「2021現役AV女優SEXY総選挙」で第7位。
2021年8月発表「読者300人が選んだFLASH 2021セクシー女優ランキング」読者投票1位。光文社『FLASH』発表の2021年セクシー女優ランキング第16位。2022年5月に発表されたアサヒ芸能「2022現役AV女優SEXY総選挙」で第2位。

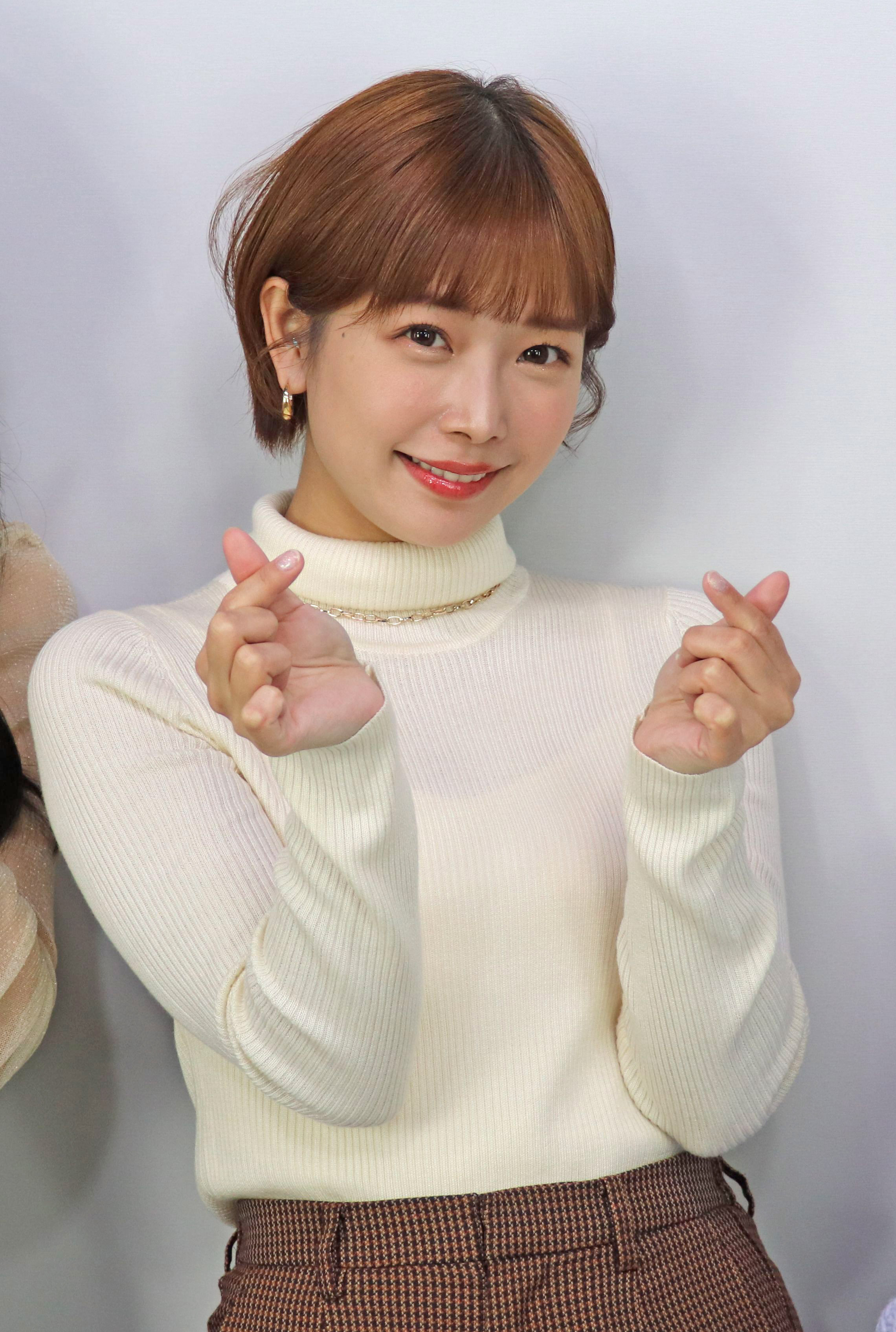
2022年撮影

2022年8月3日、体調不良のため活動を一時休止して休養することを発表。9月29日、活動再開を発表。メディアにおいては10月6日（5日深夜）にレギュラーを務めるラジオ番組『蓮見翔・紗倉まなAuDee CONNECT』（JFN）で活動復帰した。同年10月24日週、FANZA通販フロアランキングにおいて『PM7:00チェックインからAM7:00チェックアウトまで中出しセックスに明け暮れた最後のお泊りW不倫 紗倉まな』が1位を記録。12月26日週FANZA通販フロアランキングでは、デビュー作収録の『SODstar15周年記念！厳選した人気スター女優18名 デビューSEX集めました!』が1位を記録した。
2023年5月に発表されたアサヒ芸能「2023現役AV女優SEXY総選挙」では第1位とトップを奪還。本業でも劣らぬ知名度の高さをみせた。
2024年2月6日発売の週刊アサヒ芸能2.15-22合併特大号での袋とじ企画『日本の「美しい乳房」Best50』にて第1位を獲得し「完全無敵のエロ乳女王」と評される。
2024年2月9日に8年ぶり8冊目の写真集『紗倉まな写真集 QT』を発売。
2024年4月発売『アサヒ芸能』発表「2024現役AV女優セクシー総選挙」において総合2位となる。
同年12月には小説『うつせみ』を発表。
2025年6月26日に6年ぶりとなるエッセイ集『犬と厄年』を発表。
同年7月21日週FANZA通販フロアランキングにて『極上風俗5コスプレ×絶頂シコシコ射精フルコースSPECIAL！！！！！』が初登場3位ランクイン。同年7月28日週でも3位を堅持するなどヒット作となった。同年7月度FANZA通販フロア月間AV女優ランキングでも4位にランクインした。

## 人物
- 芸名の由来は当時人気だったさくらまやと芦田愛菜[40]。
- AV女優という道を選んだ動機は内面と外見のコンプレックスから[41]。若いうちにデビューしたほうが需要があるだろうという考えだったが、デビュー後、70歳の女優もいると知り、さらに体形やプレイ内容なども様々な需要があると見聞きし、自分が今持っているものだから仕方がないと受け入れる一方、最大値としてどう生かしていくかに注目するようになった[41]。
- デビュー作のパッケージは爽やかなヒロイン感のあるものをイメージしていたものの、ふたを開けてみればVの字ハイレグで陰毛もはみ出たものだったので、「これは終わったな」と心中では思っていたという[42]。しかし結果的には3万本を超えるヒット作となり、「プロのやることにはちゃんと意味があるんだ」と思ったとのこと[42]。この経験もあり、自身のAV作品でも「果たしてこれはヌけるのか？」と賛否を巻き起こしつつもちゃんとヌける作品作りを理想としている[42]。
- 初体験は16歳の高専2年のとき、相手は高専の講師、場所は講師の車の中[5]。
- 好きな男性のタイプ：寡黙、大柄、あれこれと口出ししてこない[43]。
- デビュー初期には自己紹介フレーズとして「レモンティーよりも?（まなてぃ〜!）ハーブティーよりも?（まなてぃ〜!）はいっ!貴方のやる気スイッチは私が押します」を使用していたが[注 1]、2020年の報道番組内でこのキャッチフレーズは卒業したいと話している[44]。
- 趣味：工場、機械ウォッチング[45]。
- 特技：測量、英語、ドイツ語[45]。
- 両親は離婚しており、母親が解散宣言してからは父とは疎遠状態となっている[46]。

## 作品

### イメージビデオ
- 工場萌え美少女 紗倉まな 18歳（2011年11月5日、SODクリエイト）
- Mana 工場萌え いたずらフェアリー・紗倉まな（2012年6月7日、グラッツコーポレーション）
- エロキュート（2012年8月30日、オルスタックピクチャーズ）
- 純真乙姫〜19歳・工場萌え・美少女Nude〜（2012年9月26日、SODクリエイト）
- Real X/紗倉まな（2013年4月26日、彩文館出版）
- エロキュート2（2013年9月27日、オルスタックピクチャーズ）
- ALL NUDE 紗倉まな（2014年8月25日、Air control）
- 生ぱら（2015年2月20日、竹書房）
- ヴィーナス・テルメ〜まなちゃんと行く混浴温泉旅行!〜（2015年6月27日、オルスタックピクチャーズ）
- à nu（2015年12月18日、デジプラン）
- 紗倉まなが好きすぎて紗倉まなが彼女になってた（2016年4月25日、GRAPHIS）
- 紗倉まなが好きすぎて紗倉まなが彼女になってた Part.2（2017年4月25日、GRAPHIS）
- 僕のお嫁さんは紗倉まな（2017年9月29日、オルスタックソフト販売）
- Aphrodite（2018年2月2日、ファインピクチャーズ）
- 紗倉まなが好きすぎて紗倉まなが彼女になってた Part.3（2018年3月25日、GRAPHIS）

### アダルトビデオ
ソフト・オン・デマンド専属※特記なき場合すべてSODクリエイト
2012年
- 紗倉まな AVDebut（2月9日）
- 超高級新人ソープ嬢（3月8日）
- 紗倉まな 初イキッ!!（4月5日）
- アナタのおち○ぽミルクを初ごっきゅん♡（5月10日）
- 監禁飼育された女子校生ペット（6月7日）
- 工業高校でいっぱいHしよっ♡（7月6日）
- 出会って4秒で合体（8月9日）
- マジックミラー号がイク!!童貞クンいらっしゃい♡筆下ろし逆ナンパ（9月6日）
- 激イキッ!!鬼ピストン♡（10月6日）
- ドキドキ初デート 青空の下でセックスしちゃった♡（11月8日）
- 紗倉まな AV女優一年生中間テスト 10本番 作品集（11月22日） - 総集編
- 紗倉まな 19歳、性欲、覚醒 萌えコス4本番（12月6日）
- 新感覚!目と耳で貴方を欲情させる淫語の嵐「淫字語しようよ!」SOD STARS SUPER SPECIAL 紗倉まな・麻生希・椎名理紗・SOD女子社員 宣伝部 桜井彩（12月20日）

2013年
- 全力ご奉仕ナース（1月10日）
- 紗倉まながAV Debut1周年と言う事で、24時間ライブチャットで生中継しながらHな事をファンの皆様から募集したところ、予想以上にエロいリクエストが届いたので、感謝の思いを込めて気持ち良くお応えしちゃいました♡（2月7日）
- 見つめ合って2秒で発情 1254秒濃厚な接吻 2110秒チ○ポを咥える 2768秒男のカラダを舐め回す 8720回痙攣するほどピストン＆うねり腰 （3月7日）
- 失神するほど…イカサレテ（4月11日）
- 焦らして高まる、媚薬SEX（5月9日）
- お悩み人生相談（6月6日）
- 初ぶっかけ解禁（7月6日）
- チ○ポ我慢選手権（8月8日）
- 紗倉まな×ナチュラルハイ 痴漢OK娘スペシャル SOD star Ver.（9月5日）
- 紗倉まな×ナチュラルハイ これが噂の痙攣薬漬け水着モデル 絶叫10連続FUCK 大復活スペシャル（10月10日、ナチュラルハイ）
- 黒髪ロングの美少女（10月24日）
- 紗倉まな 20歳、性欲、覚醒 絡み合う濃厚キスで溢れる肉欲（11月21日）
- いいなり温泉旅行（12月19日）

2014年
- 性感エステ×フルコース 10コーナー240分SP（1月23日）
- 紗倉まな×麻生希 Wキャスト ご奉仕天国（2月20日）
- 紗倉まな×麻生希 Wキャスト 激イキ地獄（2月20日）
- 紗倉まな 新米女教師輪姦レイプ（3月20日）
- 本気汁をじっくり味わう中年男の変態セックスに溺れる（4月24日）
- 生尻の誘惑（5月22日）
- 溢れる愛液、唾液、汗…体液まみれ濃密‘汁音SEX’（6月19日）
- AVファンを熱狂させた伝説企画を、豪華S級女優競演で全編完全撮りおろし!ソフト・オン・デマンド おかげさまで、もうすぐ20周年記念作品（7月10日）※AV OPEN2014級スーパーヘビー級エントリー作品
- 精子、全部飲む。（7月24日）
- 痴漢調教 M奴隷に堕ちる女子校生（8月21日）
- 紗倉まな×上原亜衣 超高級二輪車ソープ嬢（9月25日）
- SODグループ21メーカー 全編撮りおろしガイド VOL.2（10月9日）※非売品
  - 性感エステ×トリプルコース 極上の3P発射SP
- 紗倉まな から晩まで挿れっぱなしチ○ポ大乱交 巨根デカチンSP（10月23日）
- 4人のレズ巨匠が撮る!本気レズ4本番（11月20日）
- 最高にエッチで可愛い紗倉まながアナタの妹になってラブラブ近親相姦生活（12月20日）

2015年
- お姉さんの高級ランジェリーに魅せられて…（1月22日）
- 紗倉まな 3周年記念28作品19SEX収録 2枚組み8時間スペシャルBEST（2月5日）
- 卑猥な腰つきと淫らな巨尻 またがりハメ尻騎乗位（2月19日）
- タマらなく四六時中シャブリたがる卑猥なオクチ（3月19日）
- 媚薬催眠トランス大絶頂セックス（4月23日）
- JKギャル（5月21日）
- 日帰りで12発射精しちゃうヤリまくりイチャイチャ温泉旅行（6月18日）
- 紗倉まな×松岡ちな Wキャスト 巨根激ピストン イカセ地獄（7月9日）
- 紗倉まな×松岡ちな Wキャスト 姉妹ラブラブ近親相姦 ご奉仕天国（7月9日）
- 壁!机!椅子!から飛び出る生チ○ポが人気の進学校 『都立しゃぶりながら高校』 SODstar Ver. 紗倉まな（8月20日）
- 性処理玩具Mペット輪姦撮影会（9月24日）
- タイトスカートの誘惑 先輩OLのパッツパツのヒップラインとパンチラ、太もも美脚、エロ尻に興奮させられて…（10月22日）
- 緊縛性奴隷（11月26日）
- 豪華共演!紗倉まな&超人気女優たちがイカせてくれる 夢のハーレム逆3Pスペシャル（12月24日）

2016年
- 即イキ!何度イっても終わらないノンストップSEX（1月21日）
- 初中出し解禁（2月18日）
- 紗倉まなちゃんタオル一枚男湯入ってみませんか?HARD（3月17日）
- 絶頂地獄 敏感痙攣90イキ 巨根15,097ピストン（4月21日）
- タートルネックニットの誘惑 駅でいつも見かけるお姉さんの揉みしだきたくなるようなパンッパンッな胸の膨らみに興奮させられて…（5月26日）
- 4人の最強ハメ撮り師が紗倉まなをハメる! プライベート的なSEXを全て曝けだす生々しい本気エロ4本番（6月23日）
- 妊娠淫語 子宮で感じる孕ませ中出しSEX（7月21日）
- 美少女JKの変体中年陵辱援交（8月18日）
- 発射無制限!温泉性感エステ一泊二日付きっきりVIPフルコース（9月22日）
- 紗倉まな 最低。（10月20日）
- 陵辱、大好き。泣くほど感じる犯されたい体（11月23日）
- 舐めたいカラダ 中年オヤジに足の指から耳の裏まで舐め尽くされる変態SEX（12月22日）

2017年
- まなちゃんはTバック派 可愛いルックスからは想像できないドすけべ下着で挑発、誘惑、発情  (1月19日)
- SODファン大感謝祭 幸せを掴めない素人男性救済バスツアー 超ド級の快楽に耐えてSEXを勝ち取れ! (1月19日)
- 紗倉まな 5周年記念 デビューから61作品60SEX収録 完全保存版8時間スペシャルBESTセレクション (2月2日) ※単体ベスト Blu-ray同時発売
- 竿舐め、玉舐め、アナル舐め ひたすら舐めるフェラチオち○ぽエステサロン (2月16日)
- 強制射精管理 跨り騎乗位女王様 (3月18日)
- 徹底接写で魅せる紗倉まなの羞恥アングル (4月20日)
- 紗倉まな 古川いおり 白石茉莉奈 漆黒 キャンドル1本 全身感度急上昇! いつもより神経が研ぎ澄まされた 濃密貪りSEX (5月3日)
- 紗倉まな Mたらし S級美少女連れ込み密室調教 (5月18日)
- 媚薬堕ち…義父とまぐわう湯けむり不貞中出し妻 (6月15日)
- 窒息するほど気持ちよくて… (7月20日)
- 就職間近の女子大生を【奴隷化・屈服・完全制圧】レイプ 〜狙われたボランティア女子〜 (8月24日)
- 紗倉まな 癒らし。 (9月21日)
- おしどり夫婦がこじんまり営む小料理屋NTR 常連客の一人と恋仲になってしまった女将 (10月19日)
- 紗倉まな×戸田真琴 Wキャスト 二人があなたの妹になってラブラブ近親相姦 ご奉仕天国 (11月16日)
- 紗倉まな×戸田真琴 Wキャスト 拘束×巨根 激ピストンイカせ地獄 (11月16日)
- 紗倉まな 赤ちゃん欲しがる中出し子作り淫語 ボクへの愛情を抑えられない家庭教師 (12月21日)

2018年
- レイプ犯からのビデオレター (1月25日)
- イヤらしくジュボ音立てながら何度も舌なめずり 唾液ダラダラ垂れ流し続ける特濃おフェラ (2月22日)
- 504時間禁欲&焦らしによって溢れ出るマン汁をメレンゲになるまでピストン (3月21日)
- レイプからはじまる、穏やかで幸せいっぱいの新婚生活。 (4月26日)
- 催眠光線で支配された新婚夫婦 (5月24日)[47]
- チュパチュパコリコリがどうにも止まらない!乳首責めが好きすぎる激カワ風俗嬢（6月21日）
- のぞき見している僕をニヤニヤ見ながら上から目線でセンズリ指令（7月26日）
- 結婚式最中の新郎に強制中出しさせる美人ウェディングプランナー（8月23日）
- もし高専時代のアルバイトの後輩に口説かれたらどうする? （9月20日）
- 超高級ナマ中出し輪姦倶楽部 (10月25日)
- 童貞のフリした絶倫兄弟が姉の友達にハードピストン 連続中出しエビ反り痙攣爆イキ大絶頂 (11月22日)
- 肉厚尻肉おっぴろげ巨根ファックでイクときキュ〜ッと締まる肛門 (12月20日)

2019年
- 紗倉まな 逃亡犯 (1月24日)
- 紗倉まな 7周年記念 27作品25SEX収録 8時間スペシャルBEST 完全保存版 (2月21日) ※単体ベスト Blu-ray 同時発売
- 人生初!!ポルチオ集中砲火アングルハードピストン (3月21日)
- マイホームを購入にきた夫婦から旦那を寝取って強制中出しさせる不動産レディ (4月25日)
- 超敏感クリトリスむきっぱなし弄りっぱなし限界アクメ (5月23日)
- 処女のフリした絶倫地味子のイッても止めない追撃騎乗位 (6月20日)
- 全身隈なくねっとり舐められながら密着性交 (7月25日)
- ずっと布団の中…密着ねっとりピストンでドクドク中出しが止まらない (8月22日)
- SODstar 11 SEX BUBBLE PARTY 2019 〜プールで感度アゲアゲイキまくり編〜 (9月12日) ※Blu-ray  同時発売
- ショートヘア・ラプソディ (9月26日)
- 紗倉まなが5年振り出勤!!無制限発射OKで連続ナマ中出しさせてくれる完全会員制ソープ (10月24日)
- 姉のおっぱいを吸い続けて10年になりました。 (11月21日)
- SODstar 10 SEX AFTER PARTY 2019 〜クラブでハメハメヌキまくり編〜 (11月21日) ※Blu-ray  同時発売
- 「次は、あなたの番ですよね？」美人ウェディングプランナー復讐編 無理やり犯され、強制連続中出しされ続けた…本当の理由。 (12月26日)

2020年
- もしも友達の彼女が紗倉まなだったら…。 (1月23日)
- 幼馴染みと子作り中出しセックスを練習しまくることになった僕。 (2月20日)
- 最後の制服と、性交。 (3月26日)
- キメセク相部屋NTR 大嫌いで最低最悪な絶倫元カレに…媚薬を飲ませれ…×××。 (4月23日) ※Blu-ray  同時発売
- エグいギアチェン超速PtoM!激変杭打ちピストン騎乗位と生フェラをエンドレスで繰り返す射精管理介護お姉さん♪  (5月21日)
- AV出演100本記念！ノンストップ15P大乱交＆究極の1対1SEX！！17発ザーメン射精3時間30分ドキュメントSPECIAL！！！ (7月23日)[48]
- 「次に会えるのは、1ヶ月後だね…。」遠距離恋愛の彼女と限られた時間の中で精子が無くなるまで激しく中出しを求め続けた純愛絶倫性交。（10月22日）
- サイレント逆レ×プ 声の出せない状況で...、誰にもバレないように強●射精してくる小悪魔密着囁きお姉さん。 紗倉まな（11月26日）
- 銀河系三ッ星ハーレム 極上射精へと誘う逆4Pスペシャル（12月10日）

2021年
- 美人女社長まなが俺を毛嫌いするなんて許さない、洗脳エステで俺の思い通りにしてやる！ 紗倉まな（1月21日）
- レ×プを誘う性欲ヤバすぎ人妻 マンネリSEXに飽きた妻は、他の男を誘惑して滅茶苦茶にヤラれたいドM変態願望を持っています。 紗倉まな（2月25日）
- ヘタレな僕を救いに来た先輩女捜査官が悪の組織に輪●されているのを見てフル勃起 紗倉まな（3月16日）
- 「謝るまで射精させるからな! 」生意気な男子生徒をメスイキ連射で服従させる(元・M 性感エステティシャンの)スゴテク女教師 紗倉まな（4月22日）
- 『世界で1番エロいキスしてみない?』理性を忘れて舐めまくる感じる唇、終わらない接吻。 紗倉まな（6月24日）
- 本物精子ハシゴ飲みSpecial!素人男性ごっくん密着ドキュメント!! 紗倉まな（11月25日）
- 気が狂うほどの耳元囁き!ド下品淫語で射精管理されまくったヤバ過ぎるペアルームNTRエステ!! 紗倉まな（12月23日）

2022年
- 地元で有名な超絶ヤリマンギャルに何発も精子を搾り取られた夏の思い出 紗倉まな（1月27日）
- おかげさまで紗倉まなデビュー10周年 感謝を込めて全国の皆様の投票で選ばれたベスト30SEX15時間 隅から隅までずずずい〜っとご覧になって頂けたらと思います。（2月23日）[49]
- 【特典映像付き】おかげさまで紗倉まなデビュー10周年 感謝を込めて全国の皆様の投票で選ばれたベスト30SEX16時間 隅から隅までずずずい〜っとご覧になって頂けたらと思います。（3月10日）
- 【マジックミラー号25周年記念作品】紗倉まな10年ぶりの乗車! 悩めるAV男優じみけんを救ってくれませんか?ち〇この悩みはま〇こで解決!!濃密ご奉仕SEXで勇気づけろ! 傑作コントを奇跡のAV化!（3月24日）[50]
- 究極の絶頂 性感悶絶極上スローSEX 紗倉まなが教える本当に気持ちの良いセックス 紗倉まな（4月21日）
- 【10周年記念リメイク】ずっと布団の中…密着ねっとりピストンでドクドク中出しが止まらない 紗倉まな（5月26日）
- 生意気J〇妹の偏愛レズペットになりました。 紗倉まな 松本いちか（6月23日）
- 底辺Y○uTuberが渋谷で大暴走！？紗倉まなに転生できました！（7月21日）
- 『フェラだけなら何回射精しても浮気にならないでしょ?』 ギリギリNTR未満で追撃フェラチオが大好き! チンしゃぶリスクジャンキー小悪魔痴女!! 紗倉まな（8月25日）
- 紗倉まな、解禁 宇宙で一番エロいセックス・オン・ザ・ビーチ（9月22日）
- PM7:00チェックインからAM7:00チェックアウトまで中出しセックスに明け暮れた最後のお泊りW不倫 紗倉まな（11月23日）[31]
- 地方で大人気！！夕方の情報番組でMCの女子アナウンサーは、生放送中もSEXの事しか考えていない【隠れヤリマン】です。 紗倉まな（12月22日）

2023年
- 物静かでマジメな図書館司書のお姉さんは、早漏M男をエグい寸止めと焦らしで射精コントロールして楽しんでいました。 紗倉まな（2月23日）[51]
- 絶頂!大痙攣!!激ピス激イキSP セックス3本番ドキュメント!!! 紗倉まな（3月9日）
- 保育園に子供を送ってから迎えまでの8時間…長男のサッカースポ少のコーチと、不倫セックスしまくっている絶倫ママチャリ妻。 紗倉まな（4月6日）
- 「僕は、妻がレ×プされている所が見たい。」旦那が仕込んだ絶倫マッサージ師に強●的にイカされ犯●れる姿を盗撮された美人妻。 紗倉まな（5月11日）
- 紗倉まなが女性慣れしていない童貞くんの家を訪れ優しくエッチにリードしちゃいました！（6月8日）
- 世界で一番気持ち良いシコシコ管理ヘルパー！極上オナニーの為の淫語ASMRサポート 紗倉まな（7月6日）
- 【夏といえば水着！SODstar全員ビキニ祭】絶倫ビキニモンスター痴女のヤバすぎる誘惑【完全着衣】【水着フェチMAX】 紗倉まな（8月10日）[52]
- 『学生時代のセクハラが忘れられなくて…。』結婚2年目の主婦が十数年ぶりにもう一度犯●れたくてバイトしていたコンビニの絶倫先輩に会ってしまった。 紗倉まな（9月7日）
- 学校で人気の先生は、思春期の女子たちの付き合ってる彼氏を寝取りまくる女教師でした。 紗倉まな（10月12日）
- 知り合いが抱ける風俗EX 勝手に風俗嬢にされたあの子は、強●ご奉仕予約済み♪ 紗倉まな（11月9日）
- 地元で愛される可愛いケーキ屋さんのオーナーは、性欲強めの超肉食系バリキャリ女子だった。 紗倉まな（12月7日）

2024年
- 大型連休の高速バスが事故渋滞にハマって…。都内に帰るまでの7時間、声の出せない状況で隣の人妻に囁き誘惑されまくった。（2023年7月末日） 紗倉まな（1月11日）
- 突然、弟が数年ぶりに帰省した。実家暮らしの私は三十路なのに未だ家事手伝い（ニート）で恥ずかしかった。 アラサー喪女ニート 隠れエロ尻の姉（30） 紗倉まな 【AV debut 12周年記念 特典映像付き】（2月8日）
- ヒーローショーの司会進行をしている元気で明るいお姉さんのお仕事は、楽屋裏で性欲処理として中出し輪●される事も含まれています。 紗倉まな（3月7日）
- 紗倉まなの休日 渋谷のラブホでハメ撮り、ノーカット2本番と顔射。（3月20日）
- 消灯時間を過ぎたら即尺フェラチオ！？夜勤の人妻舐めしゃぶりナースがチ○ポを壊しにやってきた！！ 紗倉まな（4月11日）[53]
- 「今って少しだけ時間ありませんか？入会してくれたら…」マルチ商法の痴女が裏技鬼責め勧誘テクニック！！ 紗倉まな（5月9日）[54]
- 2児のギャルママインフルエンサーは、家事のストレスを旦那公認のセカンドパートナー達とハメ倒しまくる絶倫人妻で相変わらずのヤリマンです。紗倉まな（6月6日）
- 【悪女の不同意な誘惑】片思いしている歯医者の受付さんとデートには行けたけど全然ヤラせてくれなくて強引にSEXしたら最悪の結末に…。 紗倉まな（7月11日）[55]
- 雌ノ宿～妻ハ乱レ穢サレル～ 紗倉まな（8月8日）
- 「好きになっちゃダメなのに…。」10歳年下の大学生と日帰り不倫ハメ撮りデート 紗倉まな（9月12日）
- 恋愛禁止のイケメン男性アイドルグループをスキャンダルから絶対に守る！敏腕女性マネージャーの適正で徹底的な性欲処理管理術 紗倉まな（10月10日）
- 独身アラサー彼女は、年下彼氏より貪欲で等身大で純粋にSEXが好きすぎてヤバい。 ？出会って付き合って喧嘩して仲直りして別れた1年間？ 紗倉まな（11月7日）[56]
- ※注意※完全M男特化！乳首責めお姉さんの騎乗位中出し！！合計12発完全搾取！！！ 紗倉まな（12月12日、SODクリエイト）

2025年
- 痙攣トランス状態！エビ反り絶頂開発ドキュメント！！【豹変・崩壊・覚醒】子宮高感度イキ過ぎSPECIAL 紗倉まな（1月9日、SODクリエイト）
- 紗倉まな デビュー13周年記念特別ベスト9時間25分 みんなが選んだ究極の13作品、至極の13セックス。【特典映像収録版】（2月6日、SODクリエイト）
- 【限定特典映像収録】紗倉まな 113日ぶり、SEX撮影解禁。【発射無制限】史上初の21時まで撮影しない、完全オフのプライベート休日。最後は2人っきりのホテルで、男女がガチで求め合うセックス。（4月10日、SODクリエイト）[57]
- 紗倉まな ALL全裸セックスSPECIAL エグい結合部特化 超卑猥アングル完全コンプリート（5月22日、SODクリエイト）
- 【完全主観×顔面特化】超接近ゼロ距離で寝取られる快感 非常識痴女の囁き小悪魔誘惑逆NTRでチンバグ必須！！ 紗倉まな（6月26日、SODクリエイト）
- 性欲処理専門セックス外来医院25 特別編 SODSTAR 紗倉まな 性交看護行為の国家資格化を目指す知的美人ナースに突貫生挿入立ちバック（7月24日、SODクリエイト）
- 極上風俗5コスプレ×絶頂シコシコ射精フルコースSPECIAL！！！！！ 紗倉まな（8月21日、SODクリエイト）[37]

### VR
2017年
- 紗倉まなとラブラブ同棲日記 まなちゃんと見つめ合いながらキスしまくり！優しく好きと囁く密着イチャイチャ中出しSEX (5月31日、SODVR)
- 紗倉まな・波多野結衣 耳元で囁くWバイノーラル淫語責め唾たらし焦らし寸止め超高級痴女ハーレム (5月31日、SODVR)
- SODstar×SODVR 3D star女優 紗倉まな、飛鳥りん、戸田真琴の3人と夢のハーレム!キスたっぷり僕のチ○ポ奪い合い小悪魔痴女全員挿入SEX 最後は耳元で「中に出して」と囁かれてそのまま中出しスペシャル! (10月26日、SODVR)

2018年
- 最初から最後まで見つめ合い濃厚キスたっぷり、卑猥に腰を動かすグラインド座位で僕もまなちゃんも感じまくり!耳元で甘く囁くイチャイチャ中出しセックス (2月16日、SODVR)
- 最高にエッチで可愛い紗倉まながアナタの妹になってラブラブ近親相姦生活（3月2日、SODVR)

2019年
- 僕の彼女はスーパーアイドル紗倉まな 【高画質HQ】コスプレ七変化（6月7日、SODVR）
- 超高級Wおっパブspecial!SODstar大集合!! (9月16日、SODVR)
- 年下の生意気なお嬢様に敬語淫語でいいなり 上から目線で見下されながら性のはけ口にされる。最後はイキまくった彼女に追撃挿入し痙攣するほどイカセまくる激ピストン強制中出し! 紗倉まな（10月3日、SODVR）

2021年
- 2021年のヌキ初めはコレ!!紗倉まな1年ぶりVR最新作!!ギアチェン杭打ち騎乗位でココロもカラダも射精管理される激ラブ同棲生活 紗倉まな（1月7日、SODVR）
- 最高の愛人といいなり温泉不倫旅行 紗倉まな（4月15日、SODVR）

2023年
- 【紗倉まな8K解禁】妻に捨てられ、残されたボクとルームシェアする事になったバツイチの義姉さんと朝まで中出しヤリまくった。（11月27日、SODVR）

## 出演

### 映画
- ゴッドタン キス我慢選手権 THE MOVIE（2013年6月28日公開、監督:佐久間宣行、東宝映像事業部） - まな 役[58]
- 少女は異世界で戦った（2014年9月27日公開、監督:金子修介、MAMEZO PICTURES） - 巫女 役[59]
- エターナル・マリア（2016年6月8日公開、監督:阪本武仁、アリエルガーデン） - 主演・葵マリア 役[60]
- KARATE KILL/カラテ・キル（2016年9月3日公開、監督:光武蔵人、マメゾウピクチャーズ） - マユミ 役[61][62]

### オリジナルビデオ
- 日本犯罪史 偽造の快楽（2013年1月18日、オールイン エンタテインメント、監督:末永賢） - 行使犯 役[63]
- ネオン蝶（2013年6月21日、オールイン エンタテインメント、監督:サトウトシキ） - ユイ 役[64]
- 安心して下さい、穿いてますよ。（2015年6月24日、よしもとアール・アンド・シー）

### テレビ番組
- SOD女子社員のお仕事ですよ（2012年2月1日、7月4日、2013年9月1日、2014年12月1日、2015年1月3日、エンタ!371）
- 月刊紗倉まな（2012年07月02日、エンタ!371）
- ビートたけしのあと4回だけヤラせてTV（2012年3月28日、TBS）
- 24時間かすみレディオ（2012年8月11日 - 12日、エンタ!371）※27時間生放送
- 月刊紗倉まな2（2013年6月1日、エンタ!371）
- 24時間かすみレディオの裏側（2012年9月、エンタ!371）
- コトバの法則（2012年9月26日、日本テレビ）
- ゴッドタン〜The God Tongue 神の舌〜（2012年10月3日、テレビ東京）「第6回キス我慢選手権」
- 真っ裸AVナイト（2012年10月4日 - 7日、BSスカパー!/ch.241）
- ヴィーナス・フューチャー＃109（2012年、エンタ!371）
- ビートたけしのあと6回だけヤラせてTV（2012年12月28日、TBS）
- 志村けんのバカ殿様　バカ殿様初笑い!家族そろって大爆笑スペシャル（2013年1月11日、フジテレビ）- 夢の中の女（出演クレジットには無し）
- 徳井義実のチャックおろさせて〜や（2013年3月15日、BSスカパー!）
- ゴッドタン〜The God Tongue 神の舌〜（2013年6月28日、テレビ東京）「キス我慢選手権THE MOVIE アナザーストーリー」-
- GO!GO!こじまな号（2013年5月 - 2015年9月、エンタ!959）
- エンタ!959ライブ#4、11（2013年、エンタ!959）
- あいのエチュード #29（2013年、エンタ!959）
- 24時間かすみレディオ2013（2013年9月28日、エンタ!959）
- もう!バカリズムさんのH!（2013年11月24日、NOTTV）
- もう!バカリズムさんのドH!（2014年5月26日・6月23日・7月28日・2015年2月23日・3月23日、NOTTV）
- 裸美人 #24（2013年12月、エンタ!959）
- 志村&鶴瓶のあぶない交遊録（2014年1月2日、テレビ朝日）
  - 英語禁止ボウリング 女子高校生
- ヨソで言わんとい亭〜ココだけの話が聞ける（秘）料亭〜（2015年2月19日・2016年2月25日、テレビ東京）
- 志村けんのバカ殿様　エイプリルフールスペシャル（2015年4月1日、フジテレビ）
- 24時間テレビ エロは地球を救う（2015年12月5日 - 6日、BSスカパー!）
  - 生でパイパイもませて（5日22時 - 6日2時）
- 真夜中のおバカ騒ぎ!（2016年2月5日 - 26日、千葉テレビ・東京MX）
  - 恋愛講座!THEセクシーアカデミー
- かすみレディオ#45（2016年2月、エンタ!959）
- TiARY TV（2016年7月1日 - 2018年3月、tvk）[65]
- 男のザップ（2016年8月4日、BSスカパー!）
- 新しい波24（2016年12月28日、2017年4月4日 - 9月19日、フジテレビ）- 波24 (なみにじ) メンバー
- TiARY TVプラスVR（2018年4月 - 、tvk）[66]
- クイズピンチヒッター（2020年7月10日、フジテレビ）
- 相席食堂（2020年9月15日、朝日放送）
- GO!GO!まひゆな号!（2021年1月2日 - 5月19日、エンタ!959）
- 不可避研究中（2021年2月26日[67]、NHK総合）
- 同級生、のちセクシー女優（2021年3月31日、テレビ東京）[68]
- じっくり聞いタロウ～スター近況(秘)報告～（2022年11月10日、テレビ東京）[69]
- イワクラと吉住の番組（2024年7月17日、テレビ朝日）[70]
- ケンコバのバコバコナイト「バコバコSXII」（2024年11月1日 - 11月29日、サンテレビ）

### テレビドラマ
- 牙狼-GARO- 〜闇を照らす者〜 第11話 虜 Desire（2013年6月14日、テレビ東京）- 巨乳ギャル 役
- 闇金ウシジマくん Season2（2014年1月16日 - 3月13日、毎日放送/TBS）- パピコ 役
- LOVE理論 第1話（2015年4月13日、テレビ東京）- 明歩 役
- 侵略!ガルパンダZ（2016年、TOKYO MX）
- ゆるい 第2話 狼なんか怖くない？（2016年7月15日、TOKYO MX）

### ウェブ番組
- GRAPHIS（2012年4月13日、撮影：稲村幸夫）
- デジグラ
- Girlz HIGH!
- mess-y.com 金属系女子・紗倉まなの「愛ってなんですか?」（2013年11月21日 - ）
- Gazoo.com 紗倉まなの クルマと私のイイ関係[1]（2014年9月19日 - 10月31日）
- ゴリクリハックモテ男研究所#9-#17（2015年4月15日 - 6月22日）
- web R25紗倉まなのイッてもいい?（2015年10月2日 - 12月11日）
- ABEMA Prime（2017年10月2日 - 、AbemaNews）金曜レギュラー（2018年9月までコメンテーター、以降はアンカー）[71]
- FOD みんなとオマエラの歌（2018年1月26日 - 2019年3月28日、FOD） - 三代目歌のお姉さん
- NewsBAR橋下（2019年2月28日 - 2020年3月19日[72]、7月25日、AbemaNews） - アシスタント[73]、7月25日のみゲスト
- カイギ（2021年3月31日、4月7日、ひかりTVチャンネル＋）[74]
- ボクらの時代The Deep（2021年5月23日、PIA LIVE STREAM）[75]
- 紗倉まなとニューヨークのマジックミラーライブ（2021年10月26日、FANY Online）[76]
- 高専在学中A⚫︎デビューも周りから「頭おかしい」自主退学迫られ…（2022年7月、街録ch〜あなたの人生、教えて下さい〜)
- 紗倉まなの摩訶不思議 オカルト探訪~南の島のUFO伝説に迫る~（2022年8月5日 - 、U-NEXT）
- 代官山メロンプラス（YouTube「代官山メロン」ヘブンTV）
- エアレボリューション（ニコニコ生放送、2024年11月28日）[77]
- デスキスゲーム（2025年9月9日配信予定、Netflix）[78]

### ラジオ
- 大竹まこと ゴールデンラジオ!（2015年3月4日、文化放送）
- とにかく明るい安村と紗倉まなのとにかく丸裸!（2015年4月3日 -2016年3月26日、文化放送）
- TENGA Presents Midnight World Cafe 〜TENGA茶屋〜（2015年4月18日 - 、FM大阪）
- JUNK おぎやはぎのメガネびいき（2015年12月18日、TBSラジオ）
  - ダイナマイトエクスタシー2015
- 紗倉まな・ハリウッドザコシショウの朝まで丸裸!（2016年4月4日（3日深夜） - 9月25日（24日深夜）、文化放送）
- 紗倉まな・野本ダイトリのどうしたらいいでしょうか?（2016年10月2日（1日深夜） - 2017年10月1日（9月30日深夜）、文化放送）
- 紗倉まなのマジックミラーナイト（2017年10月8日（7日深夜） - 2021年3月28日、文化放送）
- 紗倉まなとニューヨークのマジックミラーナイト（2021年4月3日 - 2023年3月26日、文化放送）
- 佐藤二朗のRADIOジロー（2021年9月4日、TOKYO FM）
- AuDee CONNECT（2022年4月20日 - 2023年6月28日、TOKYO FMほかJFN系列）
  - 蓮見翔（ダウ90000）とともに水曜日のパーソナリティを担当。番組そのものは同年4月6日にスタートしているが、スケジュールの都合で紗倉のパーソナリティ加入は2週間遅れとなった。
- 高橋源一郎の飛ぶ教室（2023年11月10日、NHKラジオ第一）
- ニューヨーク・小湊よつ葉のマジックミラーナイト（2023年12月17日 - 12月31日、文化放送）

### ウェブラジオ
- 学者メシ（2024年7月19日 - 、audible ORIGINALポッドキャスト）[79]

### テレビアニメ
- AKIBA'S TRIP -THE ANIMATION- 第13話（2017年3月29日、TOKYO MX） - おとといフライデー（まな） 役 ※（小島みなみ・紗倉まな共に本人役の声で出演）[80][81]。[82]

### ゲーム
- CRジューシーハニー（2014年12月、サンセイアールアンドディ）
- 龍が如く0 誓いの場所（2015年3月12日、セガ）キャバクラ嬢まな役

### TVCM・広告
- アンダーナビアンダーナビ×紗倉まな（2014年10月）
- 東京イセアクリニック
- maruman 勃でBIG!プレゼントキャンペーン
- ユニットコム iiyama PC LEVEL∞

### ミュージックビデオ
- Have a Nice Day!
  - 「Fantastic Drag （feat.大森靖子）」
  - 「マーベラス 」
  - 「Night Distortion」

### パチンコ
- CRジューシーハニー（2014年12月、サンセイアールアンドディ）
- CRジューシーハニー2（2018年7月、サンセイアールアンドディ）[83]
- Pジューシーハニー3（2021年2月、サンセイアールアンドディ）[84]
- PジューシーハニーH（ハーレム）（2023年5月、サンセイアールアンドディ）
- PA豊丸ととある企業の最新作2 SOD 99ver.（2023年10月、豊丸産業）[85]

### パチスロ
- ラブ嬢2（2019年、オリンピア）リラクの泉のリフレ嬢・まな役[86][87]

### イベント
- ハロウィンの夜お掃除イベント（2016年10月29日、渋谷）入れるとたくさん褒めてくれる「萌えるゴミ箱」（声の出演）[88]

## グラビア

### 雑誌表紙
- 週刊大衆（2012年1月6日、4月9日、7月2日、9月10日、2014年10月6日、双葉社）
- 週刊ヤングジャンプ 2012年6月21日号「世界一集中できない問題集 小悪魔ドリル」
- 月刊DMM 2012年7月号（表紙）
- ショートヘアの究極美女 MILLION MOOK 03（2012年6月20日）表紙、グラビア
- ヤングアニマル嵐（2013年3月1日、白泉社）
- 月刊ヤングチャンピオン烈 No.12 2013年12月25日号（巻頭グラビア）
- ソフト・オン・デマンドDVD 3月号 vol.33（2014年1月18日、ソフト・オン・デマンド）ASIN B00HI6Q5GW
  - 真夜中のニュース談義（2015年2月18日 - ）
- 週刊プレイボーイ2015年8月31日号（2015年8月10日、集英社）
  - 紗倉まなの白目むいちゃいました（2015年8月10日 - ）
  - 巻末グラビア
  - 特別付録DVD「AV48h 現場から始まる、”ハダカ”の48時間 紗倉まなの場合」監督：野本義明
- 極上人妻DX（2016年5月19日、三和出版）
- カメラマンのリクエストで悩殺ポーズで「アッハ〜ン」 [89] ISBN 978-4-04-068901-2

### 写真集
- Mana×Factory（2012年1月17日、双葉社、撮影：福島裕二）ISBN 978-4-575-30383-4
- Mana（2013年2月25日、彩文館出版、撮影：細井智燿）ISBN 978-4-7756-0534-9
- まなんち。（2013年9月21日、徳間書店、撮影：篠原潔）ISBN 978-4-19-863672-2
- Mana[Kindle版]（2013年10月19日、キャプチュードブックス）ASIN 4775605348
- 小島みなみ＆紗倉まな写真集 Otome Frappuccino（2014年4月13日、双葉社、撮影：TAKU）ISBN 978-4-575-30656-9
- ありのまな（2014年8月25日、ジーオーティー、撮影：西田幸樹）ISBN 978-4-86084-921-4
- 生ぱら（2015年1月22日、竹書房、撮影：上野勇）ISBN 978-4-8019-0144-5
- Love Natural（2016年10月28日、徳間書店、撮影：上野勇）ISBN 978-4-19-864278-5
- 紗倉まな写真集 QT（2024年2月9日、徳間書店、撮影：日暮圭介）ISBN 9784198657550[34]

#### デジタル写真集のみ
- 俺のエロカワ彼女のH写真 紗倉まな[Kindle版]（2013年10月30日、アキバ書房）ASIN B00GC3GSFA
- コスプレ女子をヌがせH写真 紗倉まな[Kindle版]（2013年11月6日、アキバ書房）ASIN B00GI79D4I
- 俺のメイドがエロかった件H写真 紗倉まな[Kindle版]（2013年11月12日、アキバ書房）ASIN B00GN2WLMO
- 女神が降臨!H写真 紗倉まな[Kindle版]（2013年11月27日、アキバ書房）ASIN B00GYPFSYS
- いっしょにお風呂!H写真 紗倉まな[Kindle版]（2013年12月8日、アキバ書房）ASIN B00H6Z23ZC
- FRIDAYデジタル写真集 たかしょー×三上悠亜×紗倉まな「饗宴」[Kindle版]（2017年3月31日、講談社）ASIN B06XVL5STZ
- FLASHデジタル写真集R 朝も夜も…[Kindle版]（2017年9月8日、光文社、撮影：木村哲夫）ASIN B0757LL9RZ[90]

### ポーズ集
- スーパー・ポーズブック〈コスミック・アート・グラフィック〉（コスミック出版、監修：島本耕司）
  - ヌード・バラエティ編2（2013年11月19日）ISBN 978-4774791074
  - Special編（2014年1月22日）ISBN 978-4774791074

### トレーディングカード
| タイトル                                    | 発売日         | 発売元 | カメラマン | 備考                                                     |
| ------------------------------------------- | -------------- | ------ | ---------- | -------------------------------------------------------- |
| AVC ジューシーハニー Vol.21                 | 2013年3月23日  | ミント | 篠原潔     | ティア、成瀬心美とセット                                 |
| AVC ジューシーハニー ランジェリースペシャル | 2013年8月10日  | ミント | 篠原潔     | 麻生希、吉川あいみとセット                               |
| AVC ジューシーハニー Vol.26                 | 2014年4月26日  | ミント | 篠原潔     | 希崎ジェシカ、由愛可奈とセット                           |
| AVC ジューシーハニー Vol.29                 | 2015年2月14日  | ミント | 篠原潔     | 小島みなみ、有村千佳とセット                             |
| AVC ジューシーハニー 10th Anniversary       | 2015年10月3日  | ミント | 篠原潔     | 希志あいの、希崎ジェシカ、小島みなみ、波多野結衣とセット |
| AVC ジューシーハニー Vol.35                 | 2016年10月29日 | ミント | 篠原潔     | 明日花キララ、AIKA (AV女優)とセット                      |
| AVC ジューシーハニー Vol.39                 | 2017年11月12日 | ミント | 篠原潔     | 沖田杏梨、伊東ちなみとセット                             |
| AVC ジューシーハニー THE DELUXE 2019        | 2019年8月25日  | ミント | 篠原潔     | 高橋しょう子、浜崎真緒、阿部乃みくとセット               |

### カレンダー
- 紗倉まな カレンダー 2013年（2012年9月19日、ハゴロモ）
- 紗倉まな カレンダー 2014年（2013年10月2日、ハゴロモ）
- 紗倉まな カレンダー 2015年（2014年10月1日、ハゴロモ）
- 卓上 紗倉まな カレンダー 2015年（2014年10月1日、ハゴロモ）
- 紗倉まな カレンダー 2016年（2015年9月2日、ハゴロモ）
- 紗倉まな 日めくり暦 さくらめくり（2015年10月31日、ハゴロモ）
- 紗倉まな カレンダー 2021年（2020年10月19日、ハゴロモ）
- 卓上 紗倉まな カレンダー 2021年（2020年10月19日、ハゴロモ）

## 文筆
読書家で、小説家としても高く評価されているが「小学生の頃は文章の読み書きが苦手で、コンプレックスだった」とインタビューで語っている。角川文庫の『最低。』あとがきにおいて、影響を受けた作品の一つとして、桜庭一樹の『私の男』をあげている。カクヨム公式レビュアー（書評家）。

### 文芸

#### 単著
- 『最低。』（2016年2月12日、KADOKAWA/メディアファクトリー）ISBN 978-4-04-068197-9[91][92]
  - 文庫版（2017年9月23日、角川文庫）ISBN 978-4-04-102632-8
- 『凹凸』（2017年3月18日、KADOKAWA）ISBN 978-4-04-068901-2
- 『春、死なん』 (2020年2月27日、講談社) ISBN 978-4-06-518599-5[注 2][93]
- 『ごっこ』（2023年2月20日、講談社）ISBN 978-4-06-530447-1 [注 3][94]
- 『うつせみ』（2024年12月5日、講談社）ISBN 978-4065378403

#### 書籍未収録作品
小説
・「あなたとわたし」-『With』2016年8月号の付録として（Web小説）
- 「赤い波 赤い花」 - 『ダ・ヴィンチ』2017年7月号

エッセイなど
- 「願わくば、来世も人間で」(随筆) - 『群像』2018年1月号
- 「アンケート特集 シネマ2019」（マッテオ・ガローネ/監督『ドッグマン』） - 『群像』2020年2月号
- 「いま再読したい「私を変えた一冊」」（村上春樹『レキシントンの幽霊』） - 『群像』2020年10月号
- 「〈90年代生まれが起こす文学の地殻変動〉アンケート」 - 『文藝』2020年冬季号

### エッセイ
単著
- 『高専生だった私が出会った世界でたった一つの天職』（2015年1月15日、宝島社）ISBN 978-4-8002-3661-6
- 『MANA~紗倉まなスタイルブック』（2017年1月10日、サイゾー）ISBN 978-4-86625-078-6
- 『働くおっぱい』（2019年4月19日、KADOKAWA）ISBN 978-4-04-065610-6
- 『犬と厄年』（2025年6月26日、講談社）ISBN 9784065397152

共著
- どぶろっく『○○（まるまる）な女』（2015年3月4日、宝島社）ISBN 978-4-8002-3927-3
- 松村圭子『女のコのためのもっともっと愛されるSEX』（2014年7月19日、双葉社）ISBN 978-4-575-30670-5

連載
- 金属系女子・紗倉まなの「愛ってなんですか？」（2013年11月21日 - 2018年5月21日[95]、messy）
- 紗倉まなのクルマと私のイイ関係（2014年9月19日 - 全4回、トヨタ・GAZOO.com）[1][96]
- 小島みなみ&紗倉まなのアツアツSEX給湯室（2014年10月6日 - 2016年3月28日、双葉社「週刊大衆」）※「連載開始記念Wグラビア」同時掲載
- 真夜中のニュース談義（2015年2月18日 - 、ソフト・オン・デマンド「ソフト・オン・デマンドDVD」）
- 紗倉まなの白目むいちゃいました（2015年8月10日 - 2018年4月9日号、集英社「週刊プレイボーイ」）
- SEXのお悩みは現役AV女優におまかせ!紗倉まなのエロモテ課外授業（2017年11月[97] - 、講談社「with」オフィシャルサイト）
- 性界イッてみたらこんなトコでした・紗倉まな編（2016年11月 - 2017年4月 、東京スポーツ新聞社「東京スポーツ」）[98]
- 働くおっぱい（2018年7月 - 、ダ・ヴィンチニュース）[99]
- 進め！ エロティック艦隊・紗倉まな編（2018年10月8日[100] - 2019年4月29日[101]、東スポ裏通り）※紗倉まな、川上奈々美、小島みなみによる週替わり人生相談連載
- 君たちはどうイクのか 紗倉まな編（2019年5月29日 - 10月2日、東スポ裏通り）※紗倉まな、川上奈々美、小島みなみによる週替わり連載
- 黄金のカルテット 紗倉まな編（2019年10月9日[102] ‐ 2020年4月1日[103]、東スポ・裏通り）川上奈々美、小島みなみ、紗倉まな、小倉由菜による週替わりリレー連載。2020年3月25日[104] まで担当。